# Francisco Blanco García
Francisco Blanco García (Astorga, 1864-Jauja, 1903) fue un escritor y fraile agustino español.

## Biografía
Nació en 1864 en Astorga. Miembro de la Orden de San Agustín desde 1880, compuso en el colegio de La Vid y llevó ya casi acabada al Escorial en 1885 su obra La literatura española en el siglo XIX, a la que Cejador y Frauca considera «la primera y mejor historia de nuestra literatura del siglo xix». Fue profesor de literatura (1895) y director de La Ciudad de Dios. Partió a la ciudad peruana de Jauja, según Cejador para restablecer su salud, sin embargo allí falleció a los dos años, en 1903.
También fue autor de El laurel de Ceriñola (drama, 1889), Las ciencias y las letras (discurso, 1890), Segundo proceso instruido por la Inquisición de Valladolid contra fray Luis de León (1896), Fray Luis de León, estudio biográfico (1904) y «Contestación al reverendo padre Alonso Getino, O. P.» (en La Ciudad de Dios, LX). Escribió otros artículos y poesías en Revista Agustiniana y La Ciudad de Dios